# Some Girls
Some Girls is een album van de Engelse rockband The Rolling Stones, uit 1978.

## Achtergronden
Met de opkomst van punk daalde de populariteit van de Stones. Met Some Girls, dat naast rock ook hardrock-/punkelementen bevatte, wist de band zich echter weer opnieuw op de kaart te zetten.
Het album bevat de wereldhit Miss You, en verder nog de bekende nummers Beast of Burden, Respectable en Shattered. Het is de opvolger van Black and blue, dat in 1976 was uitgekomen. Het is daarnaast het tweede (studio)album met gitarist Ronnie Wood, die nu wel op elk nummer speelt.
Bij het verschijnen van het album ontstond er rumoer onder feministische vrouwengroeperingen rond de tekst van de song Some girls die vrouwonvriendelijk en seksistisch zou zijn, zeker voor zwarte vrouwen. Ook maakte sommige vrouwen zich boos over de binnenhoes. Daarin stonden afbeeldingen van onder anderen Raquel Welch en Lucille Ball, die heel boos waren dat hun portretten werden gebruikt voor de hoes. Kort daarop werd de binnenhoes vervangen door een andere.
In 2009 verscheen het album opnieuw, in een geremasterde uitvoering. In 2011 verscheen het ook in een Deluxe-editie, met een extra cd met bonustracks.

## Nummers
- Alle nummers zijn geschreven door Mick Jagger en Keith Richards tenzij anders is aangegeven.

1. Miss You - 4:48
2. When the Whip Comes Down – 4:20
3. Just My Imagination (Running Away with Me) (Norman Whitfield/Barrett Strong) – 4:38
4. Some Girls – 4:37
5. Lies – 3:12
6. Far Away Eyes – 4:24
7. Respectable – 3:07
8. Before They Make Me Run – 3:25
9. Beast of Burden – 4:25
10. Shattered – 3:47

## Bonustracks 2011 DeLuxe edition
1. Claudine - 3:42
2. So Young - 3:19
3. Do You Think I Really Care - 4:22
4. When You're Gone - 3:51 (Ronnie Wood)
5. No Spare Parts - 4:31
6. Don't Be A Stranger - 4:06
7. We Had It All - 2:54
8. Tallahassee lassie - 2:37 (Bob Crewe/Frank C. Slay/Frederic A. Picariello)
9. I Love You Too Much - 3:11
10. Keep Up Blues - 4:21
11. You Win Again - 3:00 (Hank Williams)
12. Petrol Blues - 1:36

## Hitlijsten
Single
| Jaar | Single          | Hitlijst              | Notering |
| ---- | --------------- | --------------------- | -------- |
| 1978 | Miss You        | UK Top 75 Singles     | 3        |
| 1978 | Miss You        | The Billboard Hot 100 | 1        |
| 1978 | Miss You        | Club Play Singles     | 6        |
| 1978 | Miss You        | Black Singles         | 33       |
| 1978 | Beast Of Burden | The Billboard Hot 100 | 8        |
| 1978 | Respectable     | UK Top 75 Singles     | 23       |
| 1979 | Shattered       | The Billboard Hot 100 | 31       |

## Hitnotering

### NederlandseAlbum Top 100
| Hitnotering: (Week 1 t/m 19) 17-06-1978 t/m 21-10-1978 Hitnotering (Week 20 t/m 29) 26-11-2011 t/m 28-01-2012 | Hitnotering: (Week 1 t/m 19) 17-06-1978 t/m 21-10-1978 Hitnotering (Week 20 t/m 29) 26-11-2011 t/m 28-01-2012 | Hitnotering: (Week 1 t/m 19) 17-06-1978 t/m 21-10-1978 Hitnotering (Week 20 t/m 29) 26-11-2011 t/m 28-01-2012 | Hitnotering: (Week 1 t/m 19) 17-06-1978 t/m 21-10-1978 Hitnotering (Week 20 t/m 29) 26-11-2011 t/m 28-01-2012 | Hitnotering: (Week 1 t/m 19) 17-06-1978 t/m 21-10-1978 Hitnotering (Week 20 t/m 29) 26-11-2011 t/m 28-01-2012 | Hitnotering: (Week 1 t/m 19) 17-06-1978 t/m 21-10-1978 Hitnotering (Week 20 t/m 29) 26-11-2011 t/m 28-01-2012 | Hitnotering: (Week 1 t/m 19) 17-06-1978 t/m 21-10-1978 Hitnotering (Week 20 t/m 29) 26-11-2011 t/m 28-01-2012 | Hitnotering: (Week 1 t/m 19) 17-06-1978 t/m 21-10-1978 Hitnotering (Week 20 t/m 29) 26-11-2011 t/m 28-01-2012 | Hitnotering: (Week 1 t/m 19) 17-06-1978 t/m 21-10-1978 Hitnotering (Week 20 t/m 29) 26-11-2011 t/m 28-01-2012 | Hitnotering: (Week 1 t/m 19) 17-06-1978 t/m 21-10-1978 Hitnotering (Week 20 t/m 29) 26-11-2011 t/m 28-01-2012 | Hitnotering: (Week 1 t/m 19) 17-06-1978 t/m 21-10-1978 Hitnotering (Week 20 t/m 29) 26-11-2011 t/m 28-01-2012 | Hitnotering: (Week 1 t/m 19) 17-06-1978 t/m 21-10-1978 Hitnotering (Week 20 t/m 29) 26-11-2011 t/m 28-01-2012 | Hitnotering: (Week 1 t/m 19) 17-06-1978 t/m 21-10-1978 Hitnotering (Week 20 t/m 29) 26-11-2011 t/m 28-01-2012 | Hitnotering: (Week 1 t/m 19) 17-06-1978 t/m 21-10-1978 Hitnotering (Week 20 t/m 29) 26-11-2011 t/m 28-01-2012 | Hitnotering: (Week 1 t/m 19) 17-06-1978 t/m 21-10-1978 Hitnotering (Week 20 t/m 29) 26-11-2011 t/m 28-01-2012 | Hitnotering: (Week 1 t/m 19) 17-06-1978 t/m 21-10-1978 Hitnotering (Week 20 t/m 29) 26-11-2011 t/m 28-01-2012 | Hitnotering: (Week 1 t/m 19) 17-06-1978 t/m 21-10-1978 Hitnotering (Week 20 t/m 29) 26-11-2011 t/m 28-01-2012 |
| Week: | 1 | 2 | 3 | 4 | 5 | 6 | 7 | 8 | 9 | 10 | 11 | 12 | 13 | 14 | 15 | 16 |
| --- | --- | --- | --- | --- | --- | --- | --- | --- | --- | --- | --- | --- | --- | --- | --- | --- |
| Positie: | 25 | 5 | 4 | 3 | 2 | 4 | 5 | 5 | 6 | 9 | 10 | 12 | 17 | 25 | 33 | 38 |
| Week: | 17 | 18 | 19 | | 20 | 21 | 22 | 23 | 24 | 25 | 26 | 27 | 28 | 29 | | |
| Positie: | 46 | 48 | 47 | uit | 25 | 37 | 49 | 38 | 60 | 68 | 62 | 65 | 81 | 99 | uit | |

### VlaamseUltratop 100Albums
| Hitnotering: 24-12-2011 | Hitnotering: 24-12-2011 | Hitnotering: 24-12-2011 |
| Week:                   | 1                       |                         |
| ----------------------- | ----------------------- | ----------------------- |
| Positie:                | 83                      | uit                     |